# Грір (Південна Кароліна)
Грір (англ. Greer) — місто (англ. city) в США, в окрузі Грінвілл штату Південна Кароліна. Населення — 35 308 осіб (2020).

## Географія
Грір розташований за координатами 34°56′5″ пн. ш. 82°13′55″ зх. д. / 34.93472° пн. ш. 82.23194° зх. д. (34.934735, -82.231980).  За даними Бюро перепису населення США в 2010 році місто мало площу 58,86 км², з яких 53,45 км² — суходіл та 5,41 км² — водойми.

## Демографія
Згідно з переписом 2010 року, у місті мешкало 25 515 осіб у 10 012 домогосподарствах у складі 6685 родин. Густота населення становила 434 особи/км².  Було 11127 помешкань (189/км²).
Расовий склад населення:
| - 70,8 % — білих - 17,3 % — чорних або афроамериканців - 2,2 % — азіатів - 0,3 % — корінних американців - 0,1 % — вихідців з тихоокеанських островів - 7,2 % — осіб інших рас |

До двох чи більше рас належало 2,1 %. Частка іспаномовних становила 14,5 % від усіх жителів.
За віковим діапазоном населення розподілялося таким чином: 26,6 % — особи молодші 18 років, 62,5 % — особи у віці 18—64 років, 10,9 % — особи у віці 65 років та старші. Медіана віку мешканця становила 33,9 року. На 100 осіб жіночої статі у місті припадало 90,5 чоловіків;  на 100 жінок у віці від 18 років та старших — 86,9 чоловіків також старших 18 років.
Середній дохід на одне домашнє господарство  становив 60 716 доларів США (медіана — 44 455), а середній дохід на одну сім'ю — 72 990 доларів (медіана — 59 231). Медіана доходів становила 41 859 доларів для чоловіків та 32 469 доларів для жінок. За межею бідності перебувало 18,9 % осіб, у тому числі 30,2 % дітей у віці до 18 років та 16,5 % осіб у віці 65 років та старших.
Цивільне працевлаштоване населення становило 13 453 особи. Основні галузі зайнятості: освіта, охорона здоров'я та соціальна допомога — 21,2 %, виробництво — 16,6 %, роздрібна торгівля — 12,2 %, науковці, спеціалісти, менеджери — 9,6 %.